# Geely Automobile
Geely Automobile Holdings Limited (Кит. 吉利 — Цзили) — одна из крупнейших китайских автомобилестроительных компаний, базирующаяся в Гонконге. Официально зарегистрирована на Каймановых островах. Материнская компания — многопрофильная группа Geely Holding Group, созданная в 1986 году и со штаб-квартирой в городе Ханчжоу в провинции Чжэцзян.
В списке крупнейших публичных компаний мира Forbes Global 2000 за 2022 год заняла 989-е место. Девиз компании — «Happy Life, Geely Drive!». Geely Automobile выпускает электромобили под тремя основными брендами — Geely Auto, Lynk & Co и Zeekr.

## История
В 1984 году Ли Шуфу была основана Zhejiang Huangvan Shiqu Refrigerator Company — компания по производству холодильников и компонентов для холодильных установок, переименованная в 1986 году в Zhejiang Huangvan Beijihua Refrigerator Company.
Из-за вступления в действие в 1989 году новых правил регулирования, по которым для производства холодильников в Китае требовалась лицензия, было принято решение начать заниматься изготовлением строительных и отделочных материалов. Компания была вновь переименована в Zhejiang Taizhou Geely Decoration Ltd.
В 1992 году Geely по лицензии стала выпускать мотоциклы, скутеры и комплектующие для них, установив партнёрские отношения с японской Honda, но уже в 1994 году компания приступила к сборке собственных мотоциклов. К 1996 году Geely произвела более 200 тысяч мотоциклов и мотороллеров. В 1997 году Geely выпустила первый двигатель для скутера, разработанный и собранный китайскими инженерами. Geely до сих пор выпускает мотоциклы и скутеры, которые пользуются спросом прежде всего в Китае.

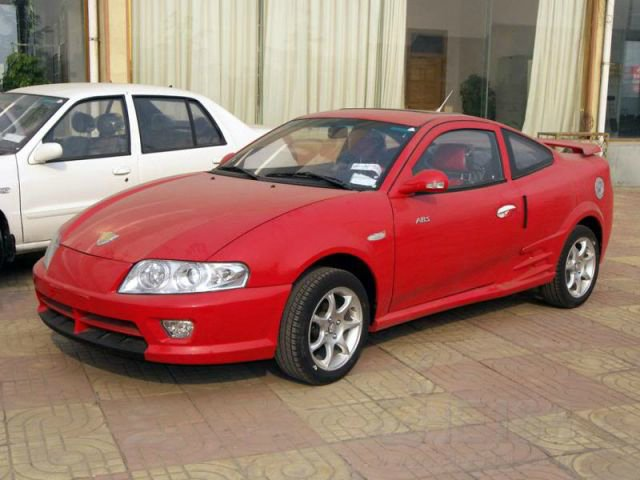
Geely Beauty Leopard (Leading, Meirenbao or Mybo)

 В июне 1997 года Geely становится первым частным китайским производителем автомобилей. Производство началось в 1998 году с хетчбэка Haoqing SRV, построенного на платформе G100 Daihatsu Charade. До конца года на конвейер встали и другие модели семейства HQ. В 2000 году выпускается соплатформенная Geely Merrie, однако масштабный выпуск автомобилей был невозможен до 2001 года, поскольку только тогда Geely получила лицензию на производство. В 2002 году Geely начала сотрудничать с Южнокорейской Daewoo и итальянской Maggiora, а также приобрела Shanghai Maple Automobile (SMA). В 2003 году Geely стала группой компаний, названной Geely Holding Group Co., Ltd.

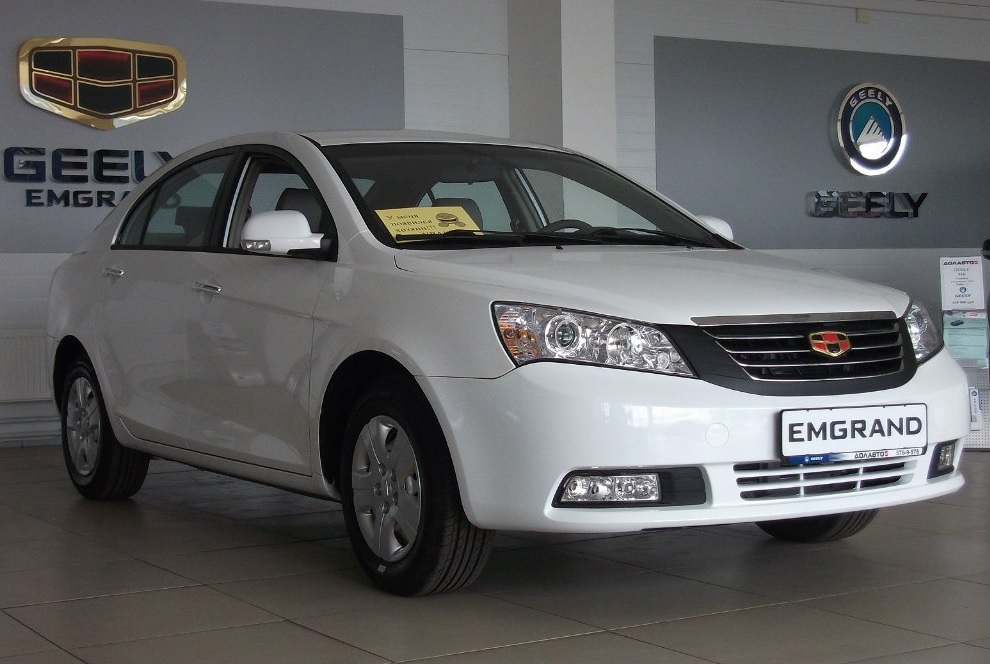
Geely Emgrand EC7

В этом же году первая партия автомобилей Geely была экспортирована за границу, а объём выпуска уже в первом полугодии составил 34 тысячи единиц. В 2003 году совместно с инженерами из Daewoo был разработан Beauty Leopard на платформе первого поколения Toyota Cynos, который был представлен как «первый китайский спорткар». В 2004 году запущен в серийное производство представленный годом ранее Maple Marindo. С 2005 года акции Geely котируются на Гонконгской фондовой бирже, и тогда же Geely обновила хетчбэк Haoqing и представила его вместе с другими своими моделями, Merrie и Uliou, на автосалоне во Франкфурте IAA’2005. Серьёзного интереса в Европе они не вызвали, но Geely смогли заявить о себе и о своих намерениях.
К этому времени автомобили Geely экспортировались на рынки Африки, Восточной Европы, Ближнего Востока, Центральной и Южной Америки. В 2006 году Geely показала свои модели на Международном автомобильном салоне в Детройте.
В 2006 году была представлена самостоятельно разработанная автоматическая коробка передач и бензиновый мотор JL4J18 с рабочим объёмом 1 л и максимальной мощностью 57 кВт (78 л. с.). Тогда же Geely приобрела 19,97 % акций британской компании Manganese Bronze Holdings, занимающейся разработкой и производством такси, а также было подписано соглашение о совместном предприятии.
В 2006 году начался экспорт автомобилей под брендом Shanghai Maple. C 2007 года с небольшой партии в 300 машинокомплектов началась SKD-сборка автомобилей Geely на Украине на заводе КрАСЗ согласно заключённому импортерскому соглашению между группой компаний «АИС» и Geely. Тогда же на заводе «АМУР» в России началась сборка автомобиля Geely (CK) Otaka. В 2007 году Geely произвела 181,5 тыс. автомобилей.
В 2008 году в Россию начинает поставляться Geely MK и Geely FC согласно подписанному эксклюзивному соглашению о дистрибуции между компаниями Geely и Red Dragon (была специально создана компанией «Рольф» для импорта и продажи на территории России китайских легковых автомобилей). На другом конце света, в рамках Североамериканского международного автосалона в Детройте (США) NAIAS 2008, Geely представила миру очередную систему активной безопасности BMCS (Blow-out Monitoring and Braking System — система в режиме реального времени отслеживает давление в шинах, и в случае его резкого падения активирует автоматическое экстренное торможение). Разработкой данной системы в Geely занимались с 2004 года.
В 2008 году компания начала осваивать выпуск битопливных автомобилей, способных работать на природном газе и метаноле, и на базе модели Geely (LC) Panda заканчивает разработку своего первого электромобиля Geely LC-E. На следующий 2009 год по контракту с фирмой Yulon Group компании начали совместный выпуск электромобилей. Также Geely заключила стратегическое соглашение с Shell на использование смазочных материалов компании при производстве и обслуживании автомобилей.

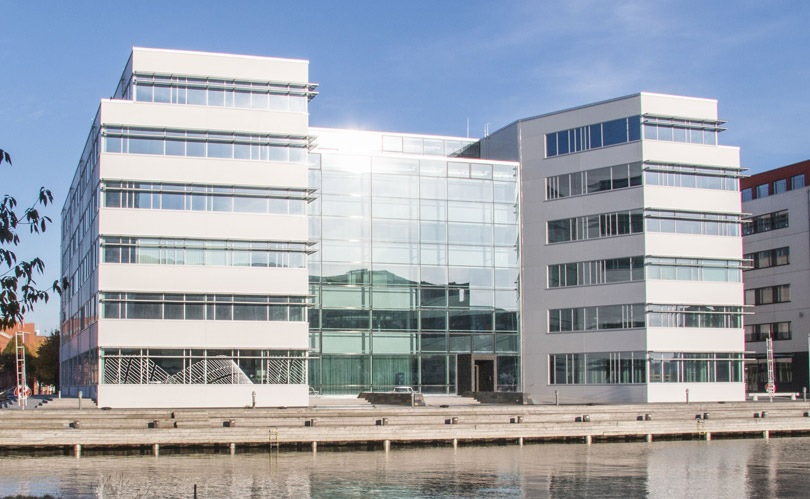
CEVT — China Euro Vehicle Technology

В 2009 году Geely приобрела австралийскую компанию по производству автоматических трансмиссий — Drivetrain Systems International Pty Ltd. (DSI). В этом же году Geely купила у Ford 100 % акций компании Volvo Cars за 1,8 млрд долларов. Подписание окончательного соглашения о продаже состоялось 28 марта 2010 года. Сделка была завершена 2 августа 2010 года. В это же время по соглашению между Geely и Yulon Group, последние начали выпуск модели Geely (LC) Panda под маркой Tobe M’Car на Тайване и во Вьетнаме. На автосалоне 2010 года в Пекине Geely презентовала новую стратегию развития и три своих новых суббренда: Emgrand, Gleagle и Englon.
На следующий год Geely Emgrand EC7 первым из китайских автомобилей завоевал 4 звезды в независимых краш-тестах EuroNCAP, предварительно получив 5 звезд в краш-тестах C-NCAP. В России в 2011 году на смену Red Dragon, работавшей по эксклюзивному договору о дистрибуции, пришли непосредственно представители Geely в лице ООО «Джили-моторс» и запустили продажи двух моделей: Geely MK и Geely MK Cross, производство которых налажено на заводе Derways в Карачаево-Черкесии.
В Белоруссии между Geely и Министерством промышленности республики был подписан меморандум о сотрудничестве, на основании которого было создано СЗАО «БелДжи». В 2012 году между Geely и Volvo Cars был подписан меморандум о передаче технологий, также Geely попала в список 500 крупнейших компаний мира Fortune Global 500, где заняла 475-е место. А в России тем временем был налажен выпуск седана Geely Emgrand EC7.
По итогам 2012 года Geely стала крупнейшим экспортёром среди автомобильных компаний Китая, реализовав 483 тысячи автомобилей. В 2013 году Geely приобрела 100 % акций британской Manganese Bronze Holdings, переименовав её в London Taxi Company, а также открыла научно-исследовательский центр China Euro Vehicle Technology (CEVT) в Гётеборге.
В Белоруссии на заводе «БелДжи» началось производство автомобилей Geely (Geely Emgrand X7, LC-Cross и SC7) методом крупноузловой сборки (SKD), а в России начались продажи первого полноценного кроссовера марки Emgrand X7 белорусского производства и седана Geely GC6 производства Derways.
Geely на 2013 год выпускала более 30 моделей автомобилей под тремя торговыми марками: Emgrand, Gleagle и Englon, однако в 2014 году компания отказалась от использования суббрендов, при этом в ряде стран, в том числе и в России, автомобили продолжали продаваться под разными брендами. Дальше в компании развивают единый бренд Geely, и таким образом новые модели выпускаются под брендом Geely и с новым логотипом, доставшимся от суббренда Emgrand, но в другом цветовом исполнении.
В 2015 году Geely приобрела британский стартап по производству электромобилей Emerald Automotive. В конце года Geely представила новый самостоятельно разработанный бензиновый мотор с рабочим объёмом 1,3 л, турбонаддувом и мощностью 98 кВт (133 л. с.), который был признан одним из лучших китайских двигателей 2014 года, а также несколько новых моделей: флагманский седан Geely GC9, обновлённый лидер продаж Geely Emgrand EC7 и обновлённый Geely (GC7) Vision.
По итогам 2014 года седан Geely Emgrand EC7 стал самым продаваемым китайским седаном, притом и в Китае, с результатом в 165 239 штук, и в России с результатом в 7789 штук. В 2015 году London Taxi Company, принадлежащая Geely, презентовала новое поколение кэбов TX5, а кроссовер Geely Emgrand X7 прошёл суровые испытания в условиях крайнего севера, в зимнее время, преодолев путь длиной в 24 тыс. км от Минска до Магадана и обратно без каких-либо поломок.
С 2016 года была прекращена сборка автомобилей Geely на заводе Derways в Карачаево-Черкесии, и в первой половине года Geely вывела на российский рынок обновлённые кроссовер Geely Emgrand X7 и седан Geely Emgrand7 уже под новым единым брендом, крупноузловая сборка которых налажена в Белоруссии на заводе «БелДжи». Весной 2016 года Geely совместно с Volvo анонсировала создание нового автомобильного бренда, который в начале был обозначен просто литерой «L». Первым автомобилем нового бренда задумывался кроссовер, построенный на шведско-китайской модульной платформе CMA.
В сентябре 2016 года автомобили Geely, как машины кортежа и сопровождения, приняли участие в саммите G-20 (Большая двадцатка) в Ханчжоу. Там же, в Ханчжоу, после большой презентации, на которую были приглашены гости из России, Украины и Судана, стартовали продажи пятого поколения бестселлера модельного ряда Geely — седана Geely Emgrand GL (FE-5).
В октябре 2016 года, в Гётеборге, состоялась презентация нового бренда Lynk & Co и первого кроссовера марки 01. Автомобиль с 2017 года продаётся в Китае, а с 2018 года — в США и Европе.
В 2017 году Geely купила 51 % акций производителя спорткаров Lotus Cars у малайзийского холдинга Proton.
28 декабря 2017 года материнский холдинг Zhejiang Geely купил 8,2 % долю в шведском производителе грузовиков AB Volvo у инвестиционной компании Cevian Capital.
В 2019 году компания представила кросс-купе Geely Xingyue, которое оснащается 238-сильным турбированным двигателем Volvo VEP4 2.0TD T5, который работает в паре с 8-ступенчатым автоматом, передающим крутящий момент в 350 Нм на все четыре колеса.
В феврале 2020 года компания анонсировала продажи нового субкомпактного кроссовера Geely Icon, который оснащен новой технологией очистки воздуха в салоне автомобиля.
По итогам 2023 года Geely стала четвёртым по продажам новых легковых автомобилей брендом в России. Было продано 93 533 машины (результат 2022 года — 26 693 ед.). В десятку моделей наиболее продаваемых новых автомобилей вошли сразу два Geely: Coolray и Monjaro.

## Собственники и руководство
По состоянию на 2013 год все компании, входящие в группу, управляются Zhejiang Geely Holding Group, куда входят: Geely Automobile Holdings Limited, Geely Automobile, London Taxi Company (бывшая Manganese Bronze Holdings), Volvo Personvagnar АВ и Drivetrain Systems International. При этом 100 % акций London Taxi Company, 100 % акций Volvo Personvagnar АВ и 1 % акций Geely Automobile принадлежит и управляется непосредственно Zhejiang Geely Holding Group.
В свою очередь, Geely Automobile Holdings Limited владеет 99 % акций Geely Automobile и 100 % акций Drivetrain Systems International. В Geely Automobile Holdings Limited принадлежит Zhejiang Geely Holding Group Company Limited лишь 45,43 % акций; 54,57 % акций находятся в публичном обращении на Гонконгской фондовой бирже.
Менеджмент:
- Ли Шуфу (Li Shufu, род. 25 июня 1963 года) — основатель компании и председатель совета директоров; по состоянию на 2021 год занимал 17-е место среди самых богатых людей Китая[23];
- Ян Цзянь (Yang Jian) — вице-председатель совета директоров с 2008 года, в Geely с 1996 года;
- Гуй Шэнъюэ (Gui Sheng Yue) — главный исполнительный директор с 2005 года;
- Ань Цунхуэй (An Gong Hui) — президент компании.

## Деятельность

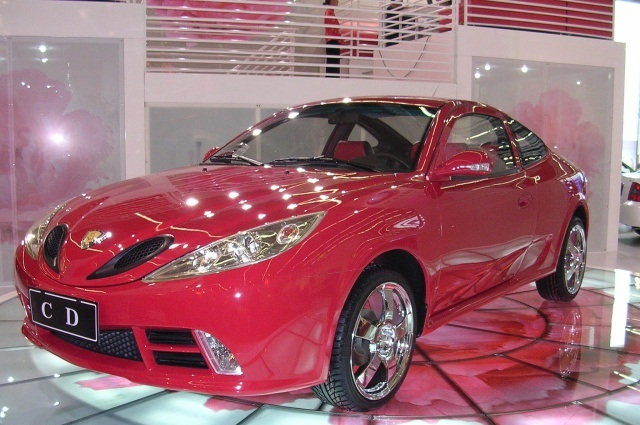
Geely (CD) Zhongguolong, представленный на автосалоне во Франкфурте IAA’2005

Производственные мощности Geely насчитывают 11 заводов, способных в сумме выпускать 1,95 млн автомобилей в год. Все они расположены в Китае в городах Линхай (300 тыс. автомобилей в год), Сянтань (240 тыс.), Нинбо (200 тыс.), Баоцзи (200 тыс.), Цыси (180 тыс.), Цзиньчжун (180 тыс.), Люцяо (150 тыс.), Ханчжоу (2 завода: 150 тыс. и 100 тыс.), Гуйян (150 тыс.), Чансин (100 тыс.).
Экспорт в 2021 году составил 115 тыс. автомобилей, что соответствовало 8,7 % продаж группы и 7,1 % экспорта всех китайских автопроизводителей. Экспорт осуществлялся в 29 стран, в основном в Азии, Восточной Европе и на Ближнем Востоке. Помимо экспорта Geely имеет соглашения о сборке автомобилей контрактными производителями в других странах.
Из выручки за 2021 год 101,6 млрд юаней 91,7 млрд пришлось на КНР, 3,2 млрд — на Восточную Европу, 2,4 млрд — на Малайзию, 2,1 млрд — на Ближний Восток, 1,2 млрд — на Северную Европу, 620 млн — на Филиппины, 300 млн — на Латинскую Америку, 160 млн — на Африку.

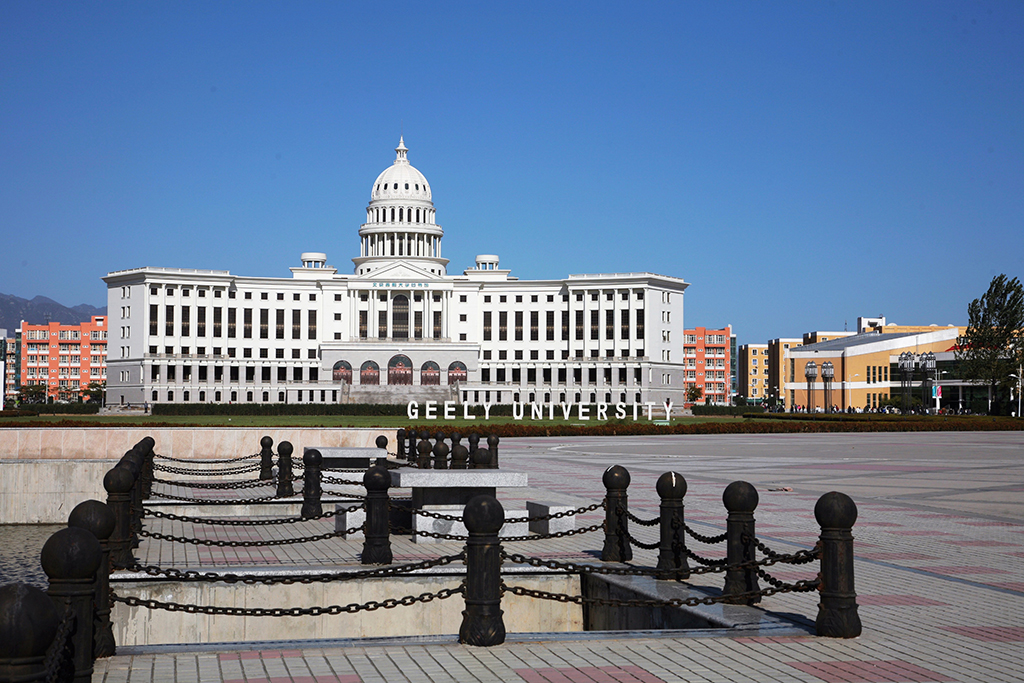
Главное здание университета Geely в Пекине

У Geely есть сеть собственных высших учебных заведений:
- университет Geely в Пекине;
- автомобильный колледж Geely в Хунане;
- автомобильное профессионально-техническое училище в Чжэцзяне;
- колледж при университете в Хайнане;
- автомобильный технологический институт в Чжэцзяне, готовящий магистров и докторов в сфере автопроизводства.

Geely имеет несколько научно-исследовательских центров в Китае (Geely Automobile Technology Center и Geely Automobile Research Institute) и в Швеции (CEVT), а также две дизайн-студии — в Барселоне и Лос-Анджелесе во главе с шеф-дизайнером Питером Хорбери.

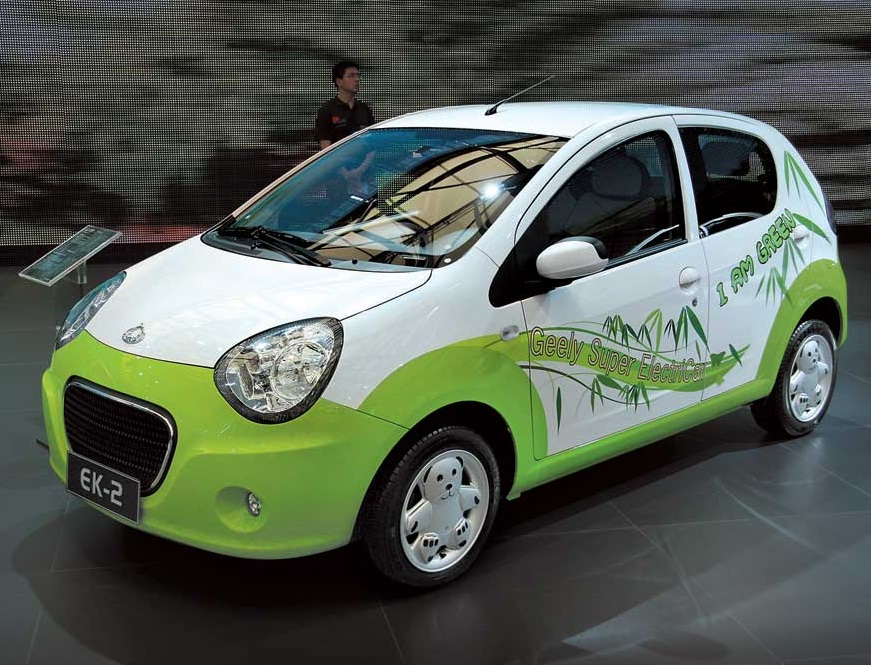
Электромобиль Geely EK-2

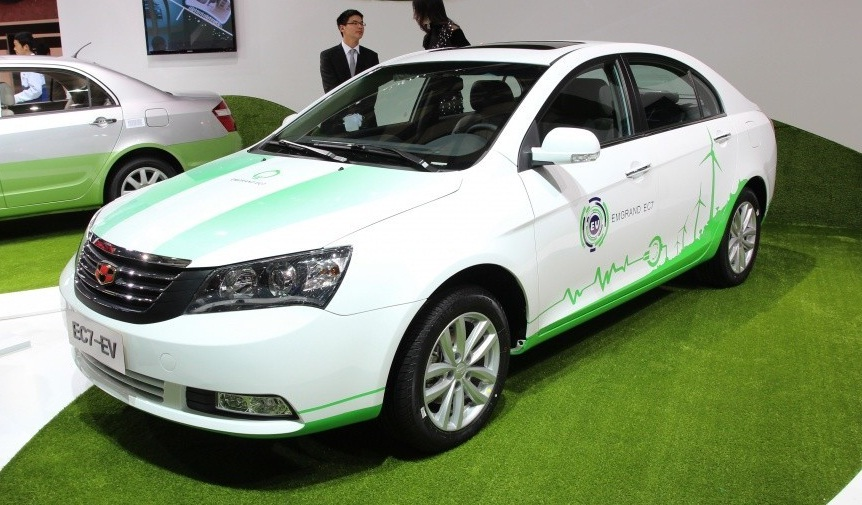
Geely EC7 EV 2013 года

### Электромобили

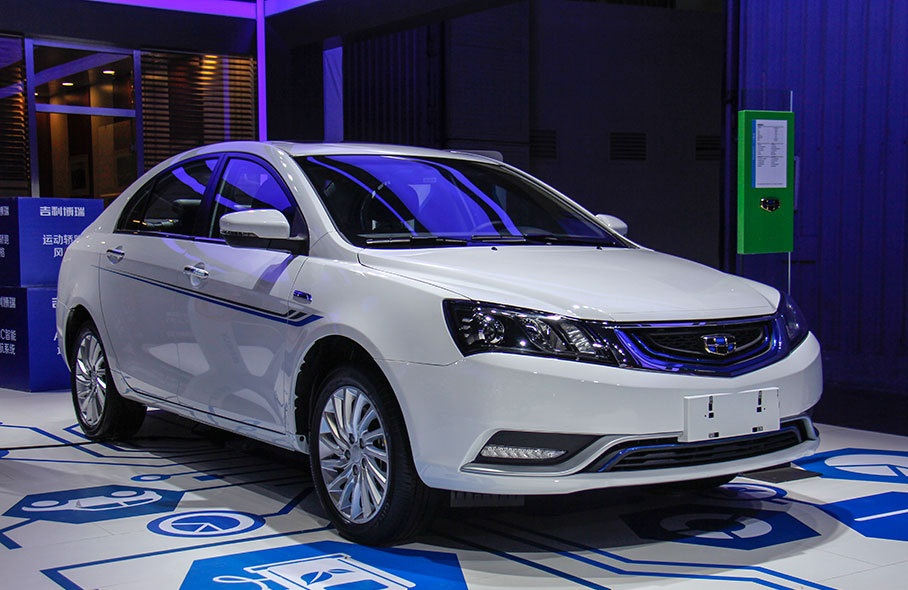
Серийный Geely EC7 EV

В 2008 году Geely на базе модели Geely (LC) Panda закончила разработку своего электромобиля Geely LC-E с максимальным запасом хода до 80 км при скорости 65 км/ч. Параллельно Geely разработала и представила в рамках Пекинского автосалона 2008 года концепт электромобиля Geely (FC-E) EEBS, а уже в 2009 году заключено соглашение с компанией Yulon Group о совместном производстве электромобилей. Тогда же на Шанхайском автосалоне Geely представила две модели электромобилей Geely Gleagle EK-1 и Geely Gleagle EK-2. Обе модели также построены на базе модели Geely (LC) Panda и имеют запас хода в 80 км и 150 км, соответственно. В 2011 году в рамках Шанхайского автосалона Geely показала электромобиль Geely McCar с запасом хода в 149 км.
В 2013 году Geely представила электромобиль Geely EC7 EV с запасом хода в 258 км, разработанный совместно с Detroit Electric.

### Гибриды
Помимо поиска альтернативы бензиновым ДВС в электромобилях, Geely занимается разработкой гибридных автомобилей и гибридных силовых установок. В рамках Пекинского автосалона 2014 года Geely показала гибридные концепты Geely Emgrand Cross Concept и Geely Emgrand EC7 Hybrid. Geely Emgrand Cross Concept оснащён бензиновым мотором объёмом 1,8 л мощностью 65 кВт (88 л. с.) и вспомогательным электромотором мощностью 40 кВт (54 л. с.). По данным производителя, разгоняется Geely Emgrand Cross Concept до 100 км/ч за 10 с, максимальная скорость — 190 км/ч, запас хода — 650 км. Geely Emgrand EC7 Hybrid, построенный на базе обычного Geely Emgrand EC7, также имеет два мотора, включая бензиновый 1,8 л.
В 2011 году был представлен пневматический гибрид Geely Aeolus с нетипичной схемой, когда ДВС используется в качестве пневматического насоса. Каждый цилиндр ДВС подключается через переменный клапан к общему воздушному резервуару, что позволяет поддерживать постоянное давление в балонах. Далее сжатый воздух подаётся в пневматический двигатель, который используется для привода задних колес. Производитель заявляет, что максимальная скорость Geely Aeolus составляет 90 км/ч и запас хода — 120 км.
На Московском международном автосалоне 2018 Geely презентовала гибридный седан Geely GE. На электричестве автомобиль может проехать до 60 км, а средний расход топлива составляет около 1,6 л на 100 км.

### Geely в России
В 2007—2008 годах на заводе ЗАО «АМУР» в Новоуральске велась крупноузловая сборка автомобилей Geely (CK) Otaka.
В 2008 году напрямую из Китая в Россию начали поставляться седаны Geely MK и Geely Vision согласно эксклюзивному дистрибьюторскому соглашению между Geely и компанией Red Dragon, которая была специально создана компанией «Рольф» для импорта и продажи на территории России китайских легковых автомобилей. В 2011 году дистрибьюторское соглашение не было продлено, и на смену Red Dragon пришло ООО «Джили-моторс» — дочерняя компания Geely и эксклюзивный дистрибьютор марки в России.
В 2011 году было налажено производство моделей Geely MK и Geely MK Cross на заводе «Дервейс». Летом 2012 года начался выпуск и продажи в России седана Geely Emgrand EC7. В 2012 году Geely принимала участие в Московском международном автомобильном салоне, где представила седан Geely Emgrand EC7, хетчбэк Geely SC5 и два кроссовера — Geely MK Cross и Geely GX7 (Emgrand EX7). Из представленных моделей только хетчбэк Geely SC5 не вышел на российский рынок. В 2013 году в России начались продажи первого полноценного кроссовера марки Geely Emgrand X7, крупноузловая сборка которых налажена в Белоруссии на заводе «БелДжи», и седана Geely GC6 производства Derways.
В 2014 году седан Geely Emgrand EC7 стал самым продаваемым китайским седаном в России с результатом в 7789 штук. С 2016 года прекращена сборка автомобилей Geely на заводе Derways. В первой половине года Geely вывела на российский рынок обновлённые кроссовер Geely Emgrand X7 и седан Geely Emgrand7 уже под новым единым брендом, сборка которых осуществляется в Белоруссии на заводе «БелДжи». В 2016 году дилерская сеть Geely в России насчитывала 60 дилерских центров, работавших по полному дилерскому договору и 11 дилеров — с сервисным контрактом.
В 2018 году на Московском автосалоне Geely презентовала 6 автомобилей «Поколения 3.0»: кроссовер SX11, гибрид GE, обновлённые Emgrand 7 и Emgrand X7, хетчбэк Geely GS и Geely Atlas.
По итогам четырех месяцев 2024 года продажи Geely в России выросли в 2,5 раза и составили 47 743 автомобиля, рыночная доля марки составила 10,2 %.
В конце июля 2024 года компания подтвердила, что выведет на российский рынок среднеразмерный седан Preface.
| Год  | Продано, штук |
| ---- | ------------- |
| 2012 | 17 566        |
| 2013 | 27 263        |
| 2014 | 18 282        |
| 2015 | 11 617        |
| 2016 | 3773          |
| 2017 | 2108          |
| 2018 | 3177          |
| 2019 | 9111          |
| 2020 | 15 475        |
| 2021 | 24 346        |
| 2022 | 26 692        |

### Geely в Беларуси
В 2011 году Geely и министерство промышленности Беларуси подписали меморандум о сотрудничестве, на основании которого 23 декабря 2011 года создано СЗАО «БелДжи». 1 марта 2012 года «БелДжи» заключило инвестиционное соглашение с Белоруссией. В течение 2012—2013 годов прошла реконструкция производственных площадей на территории завода ОАО «Борисовский завод „Автогидроусилитель“» в Борисове. После проведённых работ производственная мощность предприятия по сборке из крупноузловых машинных комплектов составляет более 10 000 автомобилей в год. Сборка автомобилей началась с 2013 года. За 2013—2014 годы собрано 10 тыс. автомобилей, из них около 3 тыс. продано на внутреннем рынке и 7 тыс. — в России и Казахстане. В 2014 году президент Беларуси А. Г. Лукашенко лично протестировал автомобили Geely, собранные на «БелДжи», — седан Geely SC7, компактный хетчбэк Geely LC Cross и кроссовер Geely Emgrand X7, — и остался доволен ими. Лукашенко дал поручение правительству стимулировать продажи автомобилей Geely на внутреннем рынке. В 2015 году между городами Борисов и Жодино было начато строительство нового CKD-завода площадью 118 га.

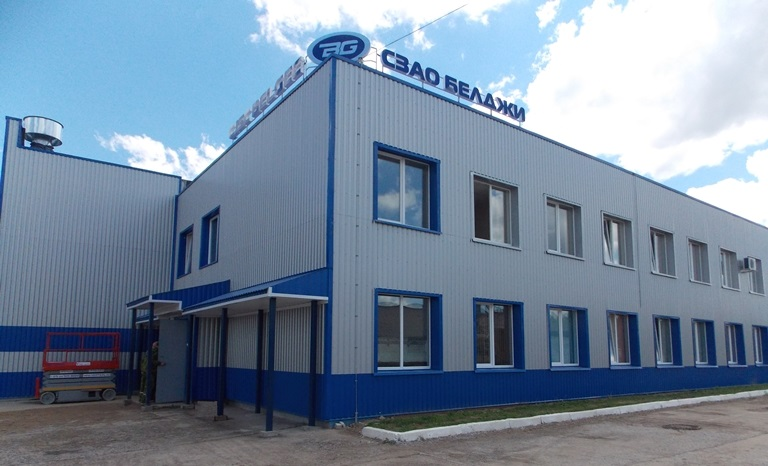
СЗАО «БелДжи»

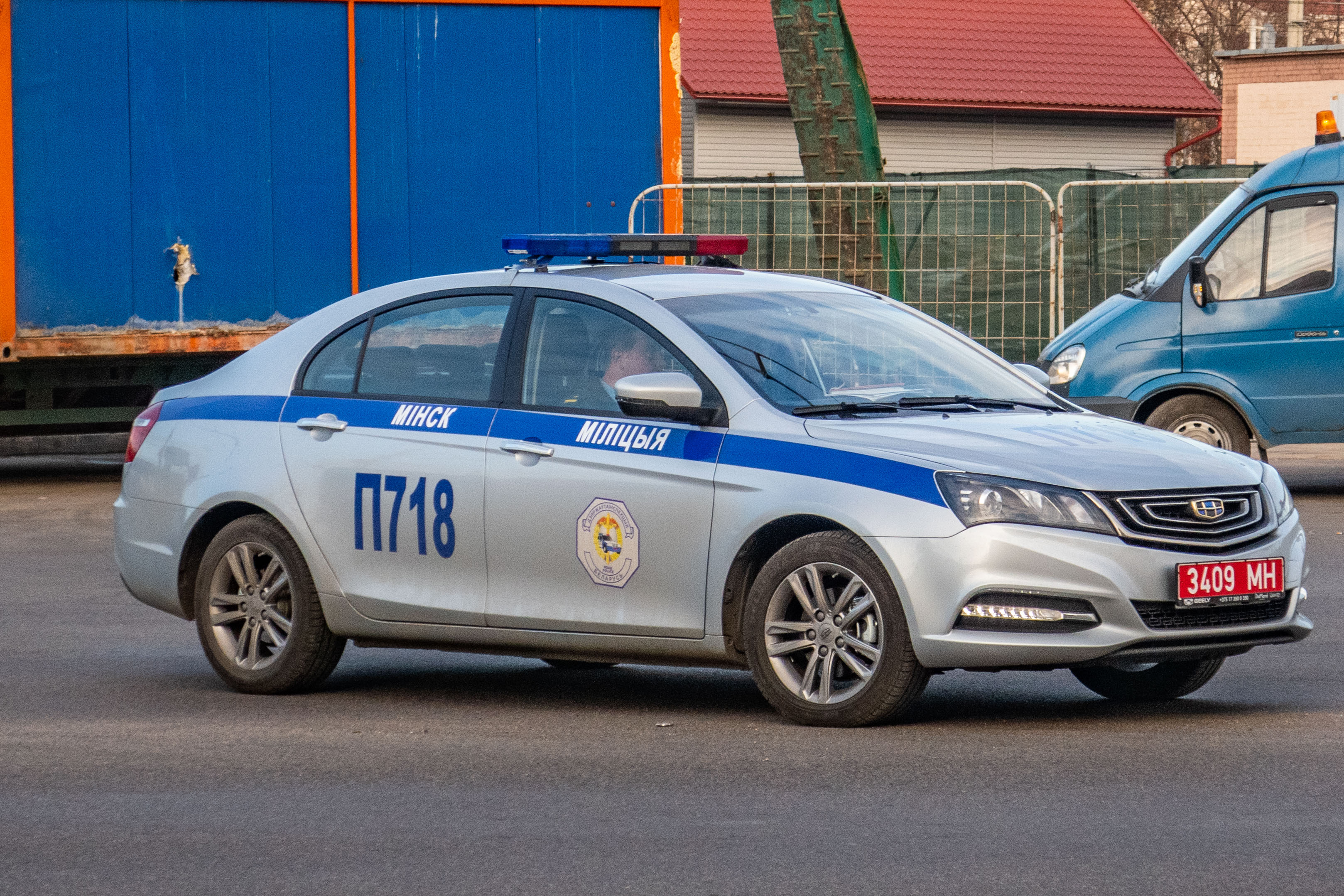
Милицейский автомобиль Geely Emgrand в Минске

В 2016 году в Белоруссии продавались следующие автомобили марки Geely производства «БелДжи»: седаны Geely Emgrand 7 и Geely SC7, компактный хетчбэк Geely LC Cross и кроссовер Geely Emgrand X7. С 2017 года на «БелДжи» планируется производство и продажи флагманского седана бизнес-класса Geely GT (GC9) и открытие нового автомобильного завода мощностью 60 тыс. машин в год. В 2018 году на заводе началось производство кроссовера Geely Atlas, а позднее — производство обновлённой модели Emgrand 7. С 2023 года на «БелДжи» началось производство Geely Coolray под собственным брендом «БелДжи». По состоянию на 2016 год акции «БелДжи» распределены следующим образом:
- 51,49 % — ОАО «БелДжи»;
- 33,47 % — Zhejang Jirun Automobile Co. Ltd.
- 9,01 % — СЗАО «Союзавтотехнологии»;
- 6,03 % — CITICC International Investment Limited.

Продажи в Белоруссии, шт.:
- 2013 год — 465
- 2014 год — 1841
- 2015 год — 884
- 2016 год — 976[30]
- 2017 год — 480
- 2018 год — 3304
- 2019 год — 6894
- 2020 год — 9200
- 2021 год — 7442
- 2022 год — 4355
- 2023 год — 15 706

## Модельный ряд
- Geely Xingyue (с 2019)
- Geely Xingyue L (с 2021)
- Geely Xingrui (с 2020)
- Geely Emgrand (с 2010)
- Geely Emgrand S (с 2019)
- Geely Emgrand L (с 2019)
- Geely Boyue/Boyue L (с 2016)
- Geely Boyue Cool (с 2023)
- Geely Borui (с 2015)
- Geely Binyue (с 2018)
- Geely Binrui (с 2018)
- Geely Jiaji (с 2019)
- Geely Icon (с 2019)
- Geely Haoyue (с 2020)
- Geely Vision X6 (с 2012)
- Geely Vision X3 (с 2017)
- Geely Panda Mini EV (с 2023)
- Geely Preface (с 2024)
- Geely Cityray (c 2024)

Geely Galaxy
- Geely Galaxy L7 (с 2023)
- Geely Galaxy E8 (с 2024)

Geely Geometry
- Geometry A/A Pro/G6 (с 2019)
- Geometry C/M6 (с 2019)
- Geometry E (с 2022)

Выпускаемые на СЗАО «БелДжи»
- 2018—2021 — Geely Atlas (NL3)
- 2018—2021 — Geely Emgrand 7 New (FE-3JC)
- 2018—2020 — Geely Emgrand X7 New (NL-4)
- 2020 — Geely Coolray (SX11) (Также выпускает под маркой «БелДжи»)
- 2020 — Geely Tugella (FY11)
- 2021 — Geely Atlas Pro (NL3-B)
- 2023 — Geely Monjaro

## Исторические модели
Zhejiang Geely Automobile
- 1998 год — HQ/Haoqing/Haoqing SRV (豪情/豪情SRV)
- 2000 год — MR/Merrie
- 2002 год — MR/Uliou/MS
- 2004 год — PU/Rural Nanny/Urban Nanny
- 2002 год — BL/Beauty Leopard/BO(美人豹) — купе, 1,5 л.
- 2006 год — Geely MK (LG/KingKong(金刚))
- 2006 год — FC/Vision(远景)
- 2008 год — Geely Panda (熊貓) — хетчбэк, 1,0 и 1,3 л.
- 2008 год — Geely China Dragon (中國龍) — купе, 1,5 л.
- GEELY GC2
- GEELY GХ2

Разработаны с участием Daewoo
- 2005 год — Geely CK (Freedom Cruiser)
- 2005 год — Geely 美日之星

Shanghai Maple Guorun Automobile
- 2003—2005 Maple Huapu(华普)M203
- 2003—2010 Maple Hisoon（海迅）AA & AB
- 2004—2010 Maple Marindo(海域)M303
- 2005—2010 Maple Hysoul（海尚）M305
- 2006—2010 Maple Hysoul（海尚）M206/Haixuan（海炫）

Выпускаемые под маркой Emgrand
- 2009 — Geely Emgrand EC7 (EC7-RV)
- 2010 — Geely Emgrand EC8
- 2011 — Geely Emgrand X7
- 2016 — Geely Emgrand X7 New
- 2016 — Geely Emgrand 7 (FE-3)
- 2016 — Geely Emgrand GT
- 2016 — Geely Emgrand GS (FE-7)
- 2018 — Geely Emgrand 7 New

Выпускаемые Geely Automobile
- 2018 — Geely SX11
- 2018 — Geely GE (KC2)